# مایک مک‌لناکن
مایک مک‌لناکن (انگلیسی: Mike McLenaghen؛ زادهٔ ۱۰ ژوئن ۱۹۵۴) بازیکن فوتبال اهل کانادا بود.
وی همچنین در تیم‌های ملی فوتبال زیر ۲۰ سال کانادا و کانادا بازی کرده‌است.